# Спенсер Джонс, Гарольд
Сэр Гарольд Спенсер Джонс (англ. Sir Harold Spencer Jones; 29 марта 1890 — 3 ноября 1960) — английский астроном, Королевский астроном в 1933—1955 годах.
Член Лондонского королевского общества (1930).

## Биография
Родился в Кенсингтоне (Лондон), окончил Кембриджский университет. В 1913—1922 — сотрудник Гринвичской обсерватории, в 1923—1933 — директор обсерватории на мысе Доброй Надежды. В 1933—1955 — директор Гринвичской обсерватории, Королевский астроном Великобритании. Был десятым директором Гринвичской обсерватории со времени её основания в 1675 и последним её директором в самом Гринвиче. Под его руководством в 1954 осуществлен перевод обсерватории в Херстмонсо.
Основные труды в области астрометрии и небесной механики. В обсерватории на мысе Доброй Надежды занимался наблюдениями и составлением 2-го и 3-го Капских каталогов на эпоху 1925,0; перенаблюдениями Астрографического каталога в зоне от −40 до −52 с целью определения собственных движений звезд; определением фотографических величин для 40 000 звезд; проанализировал 20-летние наблюдения лучевых скоростей ярких звезд. Из анализа наблюдений покрытий звезд Луной, выполненных в 1880—1922 в обсерватории на мысе Доброй Надежды, вывел поправки к элементам лунной орбиты, величину сжатия фигуры Земли. Вел наблюдения Марса, занимался исследованиями новых звезд, фотометрическими и геомагнитными исследованиями. В Гринвичской обсерватории исследовал движение Луны по наблюдениям с 1672 по 1908, а также занимался анализом расхождений между наблюденными и вычисленными положениями Солнца, Луны, Меркурия и Венеры. В 1926—1939 подтвердил обнаруженное в 1914 Э. У. Брауном проявление векового и нерегулярных изменений во вращении Земли в этих расхождениях. Вывел новое, более точное значение солнечного параллакса (8,790"±0,001") на основе наблюдений малой планеты Эрос при наибольшем её приближении к Земле (1931; современное значение солнечного параллакса 8,79405"). Вычислил новые значения масс Луны и Венеры, выполнил новое определение постоянных аберрации и нутации. Участвовал в экспедициях в Россию (1914) и Индонезию (1922) для наблюдений солнечных затмений. Из его книг наиболее известны «Общая астрономия» и «Жизнь на других мирах» (рус. пер. 1946).
Иностранный член Национальной академии наук США (1943), Парижской академии наук (1955; корреспондент с 1946), Шведской королевской академии наук, Датской королевской академии наук, Бельгийской королевской академии наук, литературы и изящных искусств и др. 
Президент Королевского астрономического общества (1937—1939), президент Международного астрономического союза (1944—1948).
Королевская медаль Лондонского королевского общества (1943), Золотая медаль Королевского астрономического общества (1943), медаль Кэтрин Брюс (1949).
В его честь названы кратер на Луне, кратер на Марсе и астероид № 3282.